# ローハイド

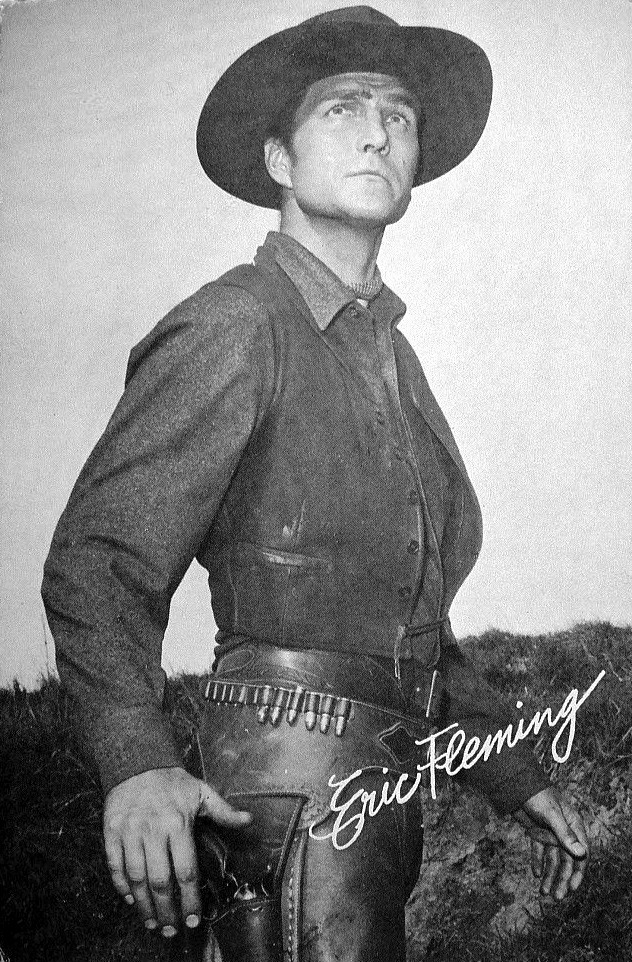
フェイバー隊長（エリック・フレミング）

『ローハイド』（Rawhide）は、1959年から1965年にかけて米CBSで制作・放送されたドラマ（テレビ映画、西部劇）である。
日本では、同時期の1959年から1965年まで、NET（現テレビ朝日）系で放送された。その後、数度再放送が行われ、2006年にNHK-BS2、2017年にはイマジカBSでも放送された。

## 概要

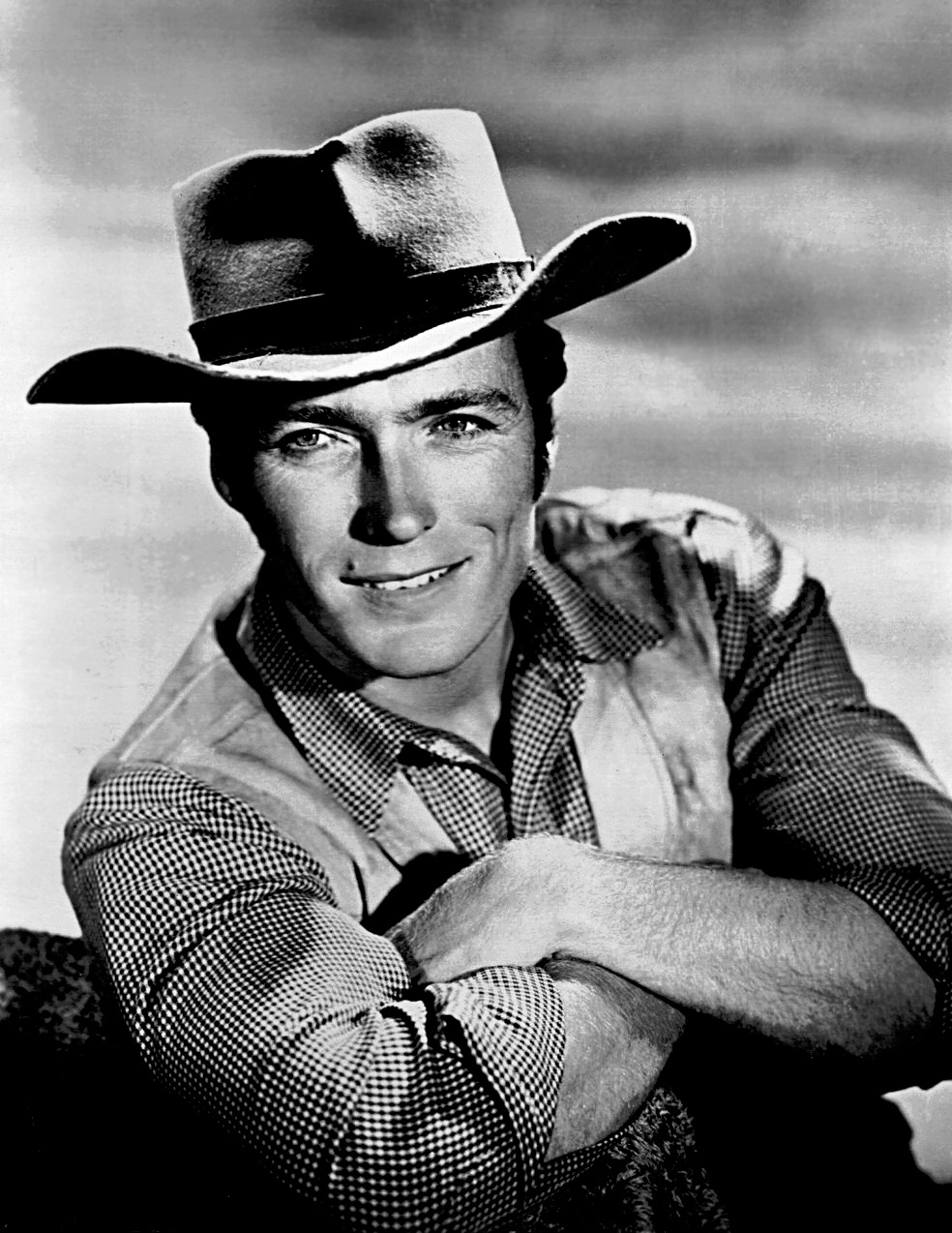
ロディ（クリント・イーストウッド）

南北戦争後の1870年代のアメリカ西部を舞台に、テキサス州のサンアントニオからミズーリ州のセデリア（セダリア）まで約3000頭の牛を運ぶカウボーイ達の長い道中ロングドライブで起こる様々な出来事や事件を描く。主演は隊長ギル・フェイバー （エリック・フレミング）、副隊長（劇中では「補佐役」と表現されていた）のロディ・イェーツ（クリント・イーストウッド） で、これに斥候ピート・ノーラン（シェブ・ウーリー） 、料理人ウィッシュボン（ポール・ブラインガー）らが絡む一話完結の番組であった。
英語の"Rawhide" は、「ロー（raw、生の）」+「ハイド（hide、皮）」、つまり「生皮（きかわ）」「生皮の鞭」「生皮の鞭で打つ」などを意味するが、そこから派生してカウボーイ達のズボンの上から着用する革製のズボンカバーのことを指す言葉でもあり、この番組では初期にそのように説明されていた。そしてローハイドの主題歌では歌の合間に牛を追う掛け声と鞭音が鳴り響いている。

## 放送
1959年1月からアメリカCBSで放送されて、日本では同年11月から翌1960年4月まで第1シーズン全22話が毎週土曜日夜10時から放映された。このローハイドの日本での放送は、単発番組を除いてテレビ映画としては初の1時間番組であった。その後1960年10月から再開されて1964年6月まで同じ時間帯で放送され、1964年7月から同年12月まで毎週月曜日夜8時に移り、この間に第2シーズンから第6シーズンまでの分が放映された。そして翌1965年4月から同年10月まで毎週木曜日夜8時から第7シーズンの分まで放映されて日本での放送は終わっている。日本のNETでの最高視聴率は1961年8月5日放送の43.4%（世帯）。当時NETの視聴率は全体的に低迷しており、本番組を教育番組扱いで放送しあちこちの家庭から主題歌が聞こえるようになってNET関係者は安堵したという。
アメリカでは全8シーズン217話が製作されたが、日本では7シーズンまでの203話が放送された。

## キャスト
| 役名                 | 俳優                       | 日本語吹替           |
| -------------------- | -------------------------- | -------------------- |
| ギル・フェイバー     | エリック・フレミング       | 小林修               |
| ロディ・イェーツ     | クリント・イーストウッド   | 山田康雄             |
| ピート・ノーラン     | シェブ・ウーリー           | 金内吉男／羽佐間道夫 |
| ウィッシュボーン     | ポール・ブラインガー       | 永井一郎             |
| マッシー             | ジェームズ・マードック     | 市川治               |
| ジョー・スカーレット | ロッキー・シャーハン       | 脇孝之／瀬下和久     |
| ジム・ケンツ         | スティーヴ・レインズ       | 藤岡琢也／梶哲也     |
| ヘイ・スース         | ロバート・カバル           | 小宮山清／野島昭生   |
| クレイ・フォレスター | チャールズ・H・グレイ      | 大塚周夫             |
| ジェド・コルビー     | ジョン・アイアランド       | 大木民夫             |
| サイモン・ ブレイク  | レイモンド・サン・ジャック | 宮部昭夫             |

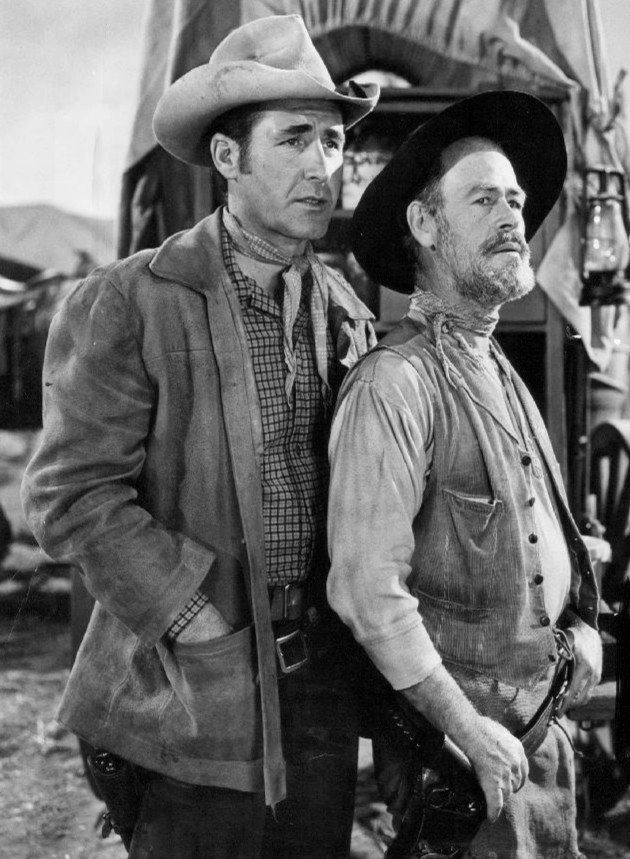
シエブ・ウーリーとポール・ブラインガー

- 初期には冒頭で隊長ギル・フェイバーの独白で始まっている。隊長の任務、西部を旅する者の心得、カウボーイの生きがい、頭にかぶるテンガロンハットの使い方などを語り、最後は「私の名はギル・フェイバー。この隊の隊長である」で終わって、ストーリーが始まる。そしてラストは「さあ～行くぞ～。しゅっぱ～つ（出発）」の掛け声とともにフランキー・レインの主題歌が流れる。演じたエリック・フレミングは、その後、ローハイドの最終シーズンはフェイバー役から降りて、他の映画に出演したが南米でロケ中に事故で悲劇的な死を遂げた。
- どこか頼りなさそうな副隊長であったロディ・イェーツを演じたのはクリント・イーストウッド。最終の第8シーズンは隊長格に昇格したが日本では放映されていない。このローハイドの撮影終了直後にマカロニウェスタンの「荒野の用心棒」に抜擢されて一気に大スターの道を歩んだ。
- 斥候のピートを演じたのはカントリー歌手でもあるシェブ・ウーリーで地味だが、このローハイド出演の前に数々の映画で端役を演じている。その中で有名なのはゲーリー・クーパー主演の「真昼の決闘」で、決闘相手の4人の中の1人を演じ、クーパーに最初に倒される役を演じている。因みに2番目に倒されたのはリー・ヴァン・クリーフで、彼はその後このローハイドでゲスト主演している。

## その他
- 主題歌はフランキー・レインが歌い、彼もゲストとして出演していたことがある。作詞はネッド・ワシントン、作曲はディミトリ・ティオムキン。また第1シーズンで冒頭に必ずバックに流れて、放映終了後の「声の出演」のテロップが出る時にも流れていた曲は「夕陽の丘」という曲名で、その後も牛の大群を運ぶ場面ではローハイドの中でよく流れていた。第1シーズンのエピソードで、町のイベントでロディ（クリント・イーストウッド）が即興でアカペラでこの曲を唄う場面がある。
- 本番組がNETテレビで放送された当時、競合他局のフジテレビの『ザ・ヒットパレード』に「ローハイドのテーマ」の葉書リクエストが殺到したという[6]。
- NETテレビで放送された当時、番組スポンサーは「洋酒の寿屋」（今のサントリー）だった[7]。ちなみに後のサントリー会長、佐治敬三も「ローハイドのテーマ」を好んで歌っていたことに加え、1970年代には同ドラマから名前を取ったウイスキーが発売されたこともある。
- NETテレビ放送中、月刊誌『少年ブック』（集英社）の1960年11月号から1961年8月号まで木山シゲルによって、コミカライズ版が連載された。
- 80年代にはヤナセのCMに、 2010年のNTTドコモのCM（渡辺謙・岡田将生出演）に「ローハイドのテーマ」が起用されている。また第一生命のCMでは通院にも特約で安心である旨の替え歌が流れていた。
- 1980年の米映画ブルース・ブラザースでは、主人公たちが自分たちの音楽ジャンルとは違う場違いなカントリーバンカーのステージ上で演奏する曲に困り、苦し紛れにローハイドの主題歌を歌って店の客たちの喝采を浴びるシーンがある。